# 特異ホモロジー
数学の一分野である代数トポロジーにおいて、特異ホモロジー (singular homology) とは位相空間 X の代数的不変量のある種の集合、いわゆるホモロジー群 (homology group)  {\displaystyle H_{n}(X)} の研究のことである。直感的に言えば、特異ホモロジーは、各次元 n に対して、空間の n 次元の穴を数える。特異ホモロジーはホモロジー論の例である。これは今では理論のかなり大きな集まりに成長している。様々な理論の中で、特異ホモロジーはかなり具体的な構成に基づいているのでおそらく理解するのが容易なものの1つである。
手短に言えば、特異ホモロジーは標準単体から位相空間への連続写像の族σをとり、それらから特異チェイン (singular chain) と呼ばれる形式和を作ることによって構成される。単体上の境界作用素は特異チェイン複体を誘導する。すると特異ホモロジーはそのチェイン複体のホモロジーである。得られるホモロジー群はすべてのホモトピー同値な空間に対して同じであり、これがそれらの研究の理由である。これらの構成はすべての位相空間に対して適用することができるので、特異ホモロジーは圏論の言葉で表現できる。そこではホモロジー群は位相空間の圏から次数付きアーベル群の圏への関手になる。これらのアイデアは以下でもっと詳細に説明される。
なお「特異」という言葉はσが必ずしも良い埋め込みである必要が無いが、その像がもはや単体には見えないという”特異性”を強調する意味合いで使われている。

## 特異単体
特異 n-単体 (singular n-simplex) は標準 n-単体 {\displaystyle \Delta ^{n}} から位相空間 X への連続写像 {\displaystyle \sigma _{n}} である。記号では {\displaystyle \sigma _{n}:\Delta ^{n}\to X} と書く。この写像は単射である必要はなく、X における像が同じであっても同じ特異単体とは限らない。
{\displaystyle \sigma _{n}(\Delta ^{n})} の境界は、{\displaystyle \partial _{n}\sigma _{n}(\Delta ^{n})} と表記され、標準 n-単体の面への {\displaystyle \sigma } の制限によって表現される特異 (n − 1)-単体の形式和 に向き付けを考慮した符号をつけたものと定義される。（形式和は単体上の自由アーベル群の元である。この群の基底は標準単体のあらゆる像の無限集合である。群の演算は「加法」であり、像 a と像 b の和は通常単に a + b と表されるが、a + a = 2a など。すべての像 a は負 −a をもつ。）したがって、{\displaystyle \sigma _{n}} の値域を標準 n-単体 {\displaystyle \Delta ^{n}} の頂点 {\displaystyle e_{k}} によってその頂点
{\displaystyle [p_{0},p_{1},\cdots ,p_{n}]=[\sigma _{n}(e_{0}),\sigma _{n}(e_{1}),\cdots ,\sigma _{n}(e_{n})]}
によって表せば（これはもちろん {\displaystyle \sigma _{n}} によって生み出された標準単体の像を完全には特定しない）、
{\displaystyle \partial _{n}\sigma _{n}(\Delta ^{n})=\sum _{k=0}^{n}(-1)^{k}[p_{0},\cdots ,p_{k-1},p_{k+1},\cdots p_{n}]}
は具体的に示された単体の像の面の形式和である。（つまり、個々の面はその頂点がリストされる順番に依存する {\displaystyle \Delta ^{n}} の面の指定に適用される {\displaystyle \sigma _{n}} の像でなければならない。）したがって、例えば、{\displaystyle \sigma =[p_{0},p_{1}]} の境界（{\displaystyle p_{0}} から {\displaystyle p_{1}} へ行く曲線）は形式和（あるいは「形式差」） {\displaystyle [p_{1}]-[p_{0}]} である。

## 特異チェイン複体
特異ホモロジーの通常の構成は次のように進行する。単体の形式和を定義する。これは自由アーベル群の元として理解できる。そしてある種の群、位相空間のホモロジー群を、バウンダリ作用素を含めて、定義できることを示す。
まず位相空間 X 上のあらゆる特異 n-単体 {\displaystyle \sigma _{n}(\Delta ^{n})} の集合を考える。この集合は自由アーベル群の基底として使うことができ、各 {\displaystyle \sigma _{n}(\Delta ^{n})} はその群の生成元である。単体を位相空間に写像する方法はたくさんあるので生成元のこの集合はもちろん普通は無限で、しばしば非可算である。この基底によって生成された自由アーベル群は一般に {\displaystyle C_{n}(X)} と表記される。{\displaystyle C_{n}(X)} の元は特異 n-チェイン (singular n-chain) と呼ばれる。それらは整数係数の特異単体の形式和である。理論がしっかりした基礎におかれるためには、一般にチェインは有限個だけの単体の和であることが要求される。
境界 {\displaystyle \partial } はただちに特異 n-チェインに作用するように拡張される。この拡張は、バウンダリ作用素と呼ばれ、
{\displaystyle \partial _{n}:C_{n}\to C_{n-1},}
と書かれ、群の準同型である。バウンダリ作用素は、{\displaystyle C_{n}} とともに、アーベル群のチェイン複体をなし、特異複体 (singular complex) と呼ばれる。しばしば {\displaystyle (C_{\bullet }(X),\partial _{\bullet })} やよりシンプルに {\displaystyle C_{\bullet }(X)} と表記される。
バウンダリ作用素の核は {\displaystyle Z_{n}(X)=\ker(\partial _{n})} であり特異 n-サイクルの群 (group of singular n-cycles) と呼ばれる。バウンダリ作用素の像は {\displaystyle B_{n}(X)=\operatorname {im} (\partial _{n+1})} であり特異 n-バウンダリの群 (group of singular n-boundaries) と呼ばれる。
{\displaystyle \partial _{n}\circ \partial _{n+1}=0} であることを示すことができる。そして {\displaystyle X} の {\displaystyle n} 次ホモロジー群は剰余群
{\displaystyle H_{n}(X)=Z_{n}(X)/B_{n}(X)}
で定義される。{\displaystyle H_{n}(X)} の元はホモロジー類 (homology class) と呼ばれる。

## ホモトピー不変性
X と Y がホモトピー同値な2つの位相空間であれば、すべての n ≥ 0 に対して、
{\displaystyle H_{n}(X)=H_{n}(Y)\,}
である。これはホモロジー群が位相的不変量であることを意味する。
とくに、X が連結可縮空間であれば、{\displaystyle H_{0}(X)=\mathbb {Z} } を除いて、すべてのそのホモロジー群は 0 である。
特異ホモロジー群のホモトピー不変性の証明の概略は以下のようである。連続写像 f: X → Y は次の準同型を誘導する。
{\displaystyle f_{\sharp }:C_{n}(X)\rightarrow C_{n}(Y).}
次のことが直ちにわかる。
{\displaystyle \partial f_{\sharp }=f_{\sharp }\partial ,}
すなわち f# はチェイン写像であり、次のホモロジーの準同型を得る。
{\displaystyle f_{*}:H_{n}(X)\rightarrow H_{n}(Y).}
f と g がホモトピー同値ならば f* = g* であることを示そう。そうすれば f がホモトピー同値ならば f* は同型であることがわかる。
F : X × [0, 1] → Y を f から g へのホモトピーとする。チェインのレベルで、幾何学的に言えば、基底元 σ: Δn → X of Cn(X) を 「プリズム」 P(σ): Δn × I → Y にうつす準同型
{\displaystyle P:C_{n}(X)\rightarrow C_{n+1}(Y)}
を定義する。P(σ) の境界は次のように表現できる。
{\displaystyle \partial P(\sigma )=f_{\sharp }(\sigma )-g_{\sharp }(\sigma )+P(\partial \sigma ).}
よって α ∈ Cn(X) が n-サイクルであれば、f#(α ) と g#(α) は境界だけ異なる。
{\displaystyle f_{\sharp }(\alpha )-g_{\sharp }(\alpha )=\partial P(\alpha ),}
すなわちそれらは homologous である。これで主張が証明された。

## 関手性
上記の構成は任意の位相空間に対して定義でき、連続写像の作用によって保たれる。この一般性により特異ホモロジー論は圏論の言葉で言い直すことができる。とくに、ホモロジー群は位相空間の圏 Top からアーベル群の圏 Ab への関手であると理解することができる。
まず {\displaystyle X\mapsto C_{n}(X)} は位相空間から自由アーベル群への写像と考える。Top の射上のその作用を理解できるとすればこのことによって {\displaystyle C_{n}(X)} を関手であるようにとれる。さて、Top の射は連続写像であるので、{\displaystyle f:X\to Y} が位相空間の連続写像であれば、群の準同型
{\displaystyle f_{*}:C_{n}(X)\to C_{n}(Y)\,}
に
{\displaystyle f_{*}\left(\sum _{i}a_{i}\sigma _{i}\right)=\sum _{i}a_{i}(f\circ \sigma _{i})}
と定義することで拡張できる、ただし {\displaystyle \sigma _{i}:\Delta ^{n}\to X} は特異単体で {\displaystyle \sum _{i}a_{i}\sigma _{i}\,} は特異 n-チェイン、すなわち、{\displaystyle C_{n}(X)} の元。このことは {\displaystyle C_{n}} は位相空間の圏からアーベル群の圏への関手
{\displaystyle C_{n}:\mathbf {Top} \to \mathbf {Ab} }
であることを示している。
バウンダリ作用素は連続写像と交換するので、{\displaystyle \partial _{n}f_{*}=f_{*}\partial _{n}}。これによってチェイン複体全体を関手として扱うことができる。とくに、このことは写像 {\displaystyle X\mapsto H_{n}(X)} が位相空間の圏からアーベル群の圏への関手
{\displaystyle H_{n}:\mathbf {Top} \to \mathbf {Ab} }
であることを示している。ホモトピーの公理によって {\displaystyle H_{n}} はまた関手であり、ホモロジー関手と呼ばれ、hTop, 商ホモトピー圏、に作用する。
{\displaystyle H_{n}:\mathbf {hTop} \to \mathbf {Ab} .}
これは特異ホモロジーを他のホモロジー論から区別する。{\displaystyle H_{n}} はなお関手であるが、Top のすべてで定義されている必要はない。ある意味、特異ホモロジーは「最大の」ホモロジー論である。Top の部分圏上のすべてのホモロジー論はその部分圏上の特異ホモロジーと一致するということである。一方で、特異ホモロジーは最もcleanな圏論的性質を持っていない。そのようなcleanupは胞体ホモロジーのような他のホモロジー論の発達をモチベートする。
より一般的に、ホモロジー関手はアーベル圏の関手として、あるいは、チェイン複体の関手として、公理的に定義される。短完全列を長完全列に変えるバウンダリ射を要求する公理を満たす。特異ホモロジーの場合には、ホモロジー関手を2つのピースに分解できる。位相的なピースと代数的なピースである。位相的なピースは
{\displaystyle C_{\bullet }:\mathbf {Top} \to \mathbf {Comp} }
で与えられる。位相空間を {\displaystyle X\mapsto (C_{\bullet }(X),\partial _{\bullet })} として写し、連続関数を {\displaystyle f\mapsto f_{*}} として写す。すると、ここで、{\displaystyle C_{\bullet }} は特異チェイン関手と理解され、これは位相空間をチェイン複体の圏 Comp (or Kom) に写す。チェイン複体の圏は対象としてチェイン複体をもち射としてチェイン写像をもつ。
次に、代数的な部分はホモロジー関手
{\displaystyle H_{n}:\mathbf {Comp} \to \mathbf {Ab} }
でこれは
{\displaystyle C_{\bullet }\mapsto H_{n}(C_{\bullet })=Z_{n}(C_{\bullet })/B_{n}(C_{\bullet })}
で写しチェイン写像をアーベル群の写像に写す。公理的に定義されるのはこのホモロジー関手であり、それはそれ自身にチェイン複体の圏上の関手として基づいている。
ホモトピー写像はホモトピー同値なチェイン写像を定義することによって再び絵に入る。したがって、商圏 hComp あるいは K、チェイン複体のホモトピー圏、を定義できる。

## Rに係数をもつ場合
任意の単位的 環 R が与えられると、ある位相空間上の特異 n-単体全体の集合が自由 R-加群 の生成元であるようにとることができる。つまり、上記の構成を自由アーベル群から始めるのではなく、かわりに自由 R-加群を使うのである。構成のすべては、ほとんどあるいは全く変更することなしにできる。この結果は
{\displaystyle H_{n}(X,R)\ }
でありこれはR-加群である。もちろん、普通は自由加群ではない。普通のホモロジー群は環を整数環にとるときに
{\displaystyle H_{n}(X,\mathbb {Z} )=H_{n}(X)}
に注意することによって再び得られる。表記 Hn(X, R) をよく似た表記 Hn(X, A) と混同してはならない。これは相対ホモロジー（下記）を表す。

## 相対ホモロジー
部分空間 {\displaystyle A\subset X} に対し、相対ホモロジー Hn(X, A) はチェイン複体の商のホモロジーとして理解される。つまり、
{\displaystyle H_{n}(X,A)=H_{n}(C_{\bullet }(X)/C_{\bullet }(A))}
ただしチェイン複体の商は短完全列
{\displaystyle 0\to C_{\bullet }(A)\to C_{\bullet }(X)\to C_{\bullet }(X)/C_{\bullet }(A)\to 0}
によって与えられる。

## コホモロジー
ホモロジーチェイン複体を双対化することによって（すなわち R を任意の環として関手 Hom(-, R) を適用することによって）コバウンダリ写像 {\displaystyle \delta } をもったコチェイン複体を得る。X のコホモロジー群 (cohomology group) はこの複体のコホモロジー群として定義される。軽口に言えば、「コホモロジーは コ [双対複体] のホモロジーである。」
コホモロジー群はより豊富な、あるいは少なくともよりよく知られた、代数的構造をホモロジー群よりももつ。まず、それらは以下のように次数付き微分代数をなす。
- 群の次数付き集合は次数付き R-加群をなす。
- これはカップ積を用いて次数付き R-代数の構造を与えることができる。
- Bockstein準同型（英語版） β が微分を与える。

これらは付加的なコホモロジーの演算であり、コホモロジー代数は付加構造 mod p をもつ（前の通り、mod p コホモロジーは mod p コチェイン複体のコホモロジーであり、コホモロジーの mod p での還元ではない）、とくに Steenrod 代数の構造をもつ。

## ベッチホモロジーとコホモロジー
ホモロジー論の数が多くなってきたので（en:Category:Homology theory参照）、特異理論に対してベッチホモロジー (Betti homology) とベッチコホモロジー (Betti cohomology) という用語が（特に代数幾何について書く著者によって）ときどき使用される。単体的複体や閉多様体といった最もよく知られた空間のベッチ数を生じるからである。

## Extraordinary homology
ホモロジー論を公理的に（アイレンバーグ–スティーンロッドの公理を通じて）定義して、公理の1つ（次元公理）を緩めれば、extraordinary homology theory と呼ばれる一般化された理論を得る。これらはもともと extraordinary cohomology theories の形で、すなわち K-理論とコボルディズム理論において生じた。この文脈において、特異ホモロジーは ordinary homology と呼ばれる。